# قيلة (الخليل)
قيلة هي قرية فلسطينية تقع على 11 كيلومتر (6.8 ميل) شمال غرب الخليل. تتبع محافظة الخليل جنوب الضفة الغربية. وفقًا للجهاز المركزي للإحصاء الفلسطيني، بلغ عدد سكان القرية 918 نسمة في منتصف عام 2006. عينت وزارة الصحة الفلسطينية مرافق للرعاية الصحية الأولية للقرية كمستوى الأول، وفي بيت أولا أو خاراس أو نوبا تكون الرعاية الصحية على المستوى الثاني.

## ادارة القرية
تتبع القرية مجلس بلدي بيت أولا الذي يضم إدارياً ثلاث تجمعات سكنية، وهي: تجمع بيت أولا، وتجمع قيلة، وتجمع رأس الجورة.

## السكان
بلغ عدد سكان قيلة عام 2007 وفق التعداد السكاني لجهاز الإحصاء المركزي الفلسطيني ،939 نسمة.

## وصلات خارجية
- صفحة قرية قيلة في موقع «فلسطين في الذاكرة».